# Elephantomyia (Elephantomyodes) samarensis
Elephantomyia (Elephantomyodes) samarensis is een tweevleugelige uit de familie steltmuggen (Limoniidae). De soort komt voor in het Oriëntaals gebied.